# Sailaufite
La sailaufite è un minerale.